# Afro-Caribéens
Les Afro-Caribéens (Afro-Caribbeans) sont des habitants de la Caraïbe d'origine africaine, dont l'arrivée est postérieure à la conquête du continent américain par Christophe Colomb en 1492. Ils sont parfois nommés Africains-Caribéens (notamment dans la diaspora au Royaume-Uni), Afro-antillais ou Afro-Indiens de l'Ouest.
Entre les XVIe et XIXe siècles, la traite négrière entraîne l'arrivée de plusieurs millions d'Africains dans la Caraïbe, où ils sont exploités dans des camps de travail et des plantations esclavagistes contrôlés par les puissances coloniales de la région (Espagne, France, Royaume-Uni et Pays-Bas). La résistance, les révoltes et les soulèvements des Afro-Caribéens ont peu à peu conduit à l'abolition de l'esclavage. Des mouvements indépendantistes ont également conduit à l'établissement de nombreux États-nations insulaires.
Bien que la majeure partie des Afro-Caribéens vive aujourd'hui dans des États ayant pour langue officielle l'espagnol, le français , l'anglais, ou le créole, une importante diaspora s'est constituée dans tout l'hémisphère nord, notamment au Royaume-Uni, en France, aux États-Unis et au Canada. Les principaux pays de résidence des Afro-Caribéens sont Haïti, la République dominicaine, Cuba, la Jamaïque et Porto Rico.
De nombreuses personnalités d'origine afro-caribéenne sont devenues célèbres et se sont distinguées dans les arts (Aimé Césaire, Frantz Fanon, Jean-Michel Basquiat), le sport (Usain Bolt, Tim Duncan, Roberto Clemente), la politique (Colin Powell) ou la musique (Bob Marley, Rihanna, Nicki Minaj, Wyclef Jean).
Tout en conservant des liens avec leurs origines africaines, les Antillais ont développé une identité culturelle propre.

## Histoire des Afro-Caribéens

### DuXVIeauXVIIIesiècle

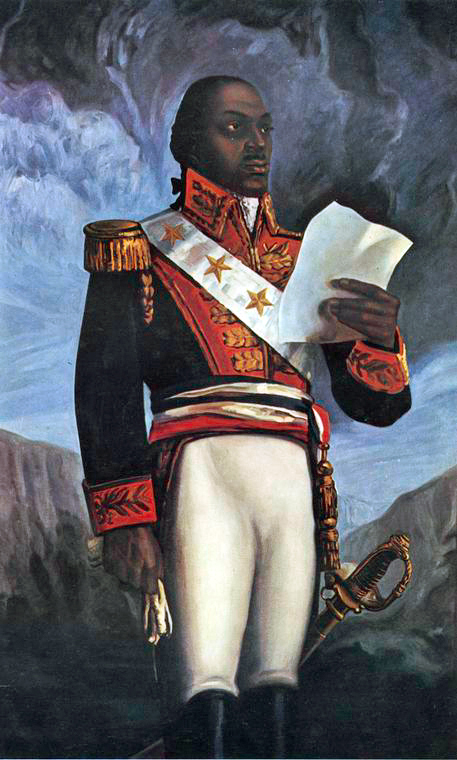
Le général Toussaint Louverture (1743-1803). Descendant d'esclaves, il mène la Révolution haïtienne de 1791 à sa déportation en France en 1802. Il devient par la suite une figure majeure de l'émancipation des Noirs et de l'abolitionnisme.

Les archipels et les îles des Caraïbes sont le premier point de départ de la diaspora africaine sur le continent américain. Pedro Alonso Niño (en), un explorateur espagnol de couleur noire, était aux commandes d'un des navires de Christophe Colomb en 1492. Il revient dans les Amériques en 1499 mais ne s'y installe pas. Au début du XVIe siècle, la proportion d'Africains dans la population des colonies espagnoles des Caraïbes augmente, parfois libres mais de plus en plus avec le statut d'esclaves, domestiques, ouvriers et laboureurs. Cette demande croissante de travailleurs africains s'explique par le dépeuplement rapide des Caraïbes, en raison des massacres perpétrés et des maladies importées par les colons européens, qui déciment notamment les peuples Taïnos.
Au milieu du XVIe siècle, la traite négrière vers les Caraïbes était si lucrative que les marchands-explorateurs anglais Francis Drake et John Hawkins se sont engagés dans la piraterie, transgressant ainsi les lois coloniales espagnoles, afin de déporter par la force 1500 esclaves de Sierra Leone sur l'île de Hispaniola (aujourd'hui partagée entre les États de République dominicaine et Haïti). Durant les XVIIe et XVIIIe siècles, la colonisation européenne dans les Caraïbes dépend de plus en plus de l'économie de plantation esclavagiste, si bien qu'à la fin du XVIIIe siècle, sur de nombreuses îles, le nombre d'Afro-Caribéens esclaves et libres dépasse largement celui de leurs maîtres européens. Les conditions de vie difficiles, les guerres permanentes entre empires coloniaux et la montée des opinions révolutionnaires entraînent la Révolution haïtienne, de 1791 à 1804, menée par Toussaint Louverture et Jean-Jacques Dessalines, tous deux descendants d'esclaves.

### DuXIXesiècleà aujourd'hui
En 1804, grâce à sa très importante population noire, Haïti devient la seconde nation des Amériques à obtenir son indépendance des puissances coloniales. Au cours du XIXe siècle, des soulèvements à répétition, tels que la Guerre baptiste menée en 1831 par l'esclave Samuel Sharpe en Jamaïque, créent peu à peu les conditions favorables à l'abolition de l'esclavage dans les Caraïbes. Cuba était alors l'île la plus soumise aux puissances coloniales.
Durant le XXe siècle, les Afro-Caribéens affirment leur identité culturelle et leurs droits politiques, économiques et sociaux dans le monde entier, avec des figures de proue telles que l'UNIA de Marcus Garvey, ou le courant littérature de la négritude mené par le Martiniquais Aimé Césaire. À partir des années 1960, les territoires britanniques des Indes de l'Ouest acquièrent progressivement leur indépendance et jouent un rôle majeur dans l'élaboration de nouvelles formes culturelles, telles que le reggae, le calypso ou le mouvement rastafari. Au-delà des Caraïbes se développe la diaspora afro-caribéenne, qui compte des personnalités influentes aux États-Unis et en Europe : Stokely Carmichael et DJ Kool Herc participent à la création du Black Power et de courants de hip-hop ; Frantz Fanon et Stuart Hall deviennent des auteurs de sciences humaines et sociales de renommée internationale. Le chanteur de reggae Bob Marley évoque le peuplement africain des Caraïbes dans sa chanson Buffalo Soldier.

## Liste de personnalités d'origine afro-caribéenne

### Politiques

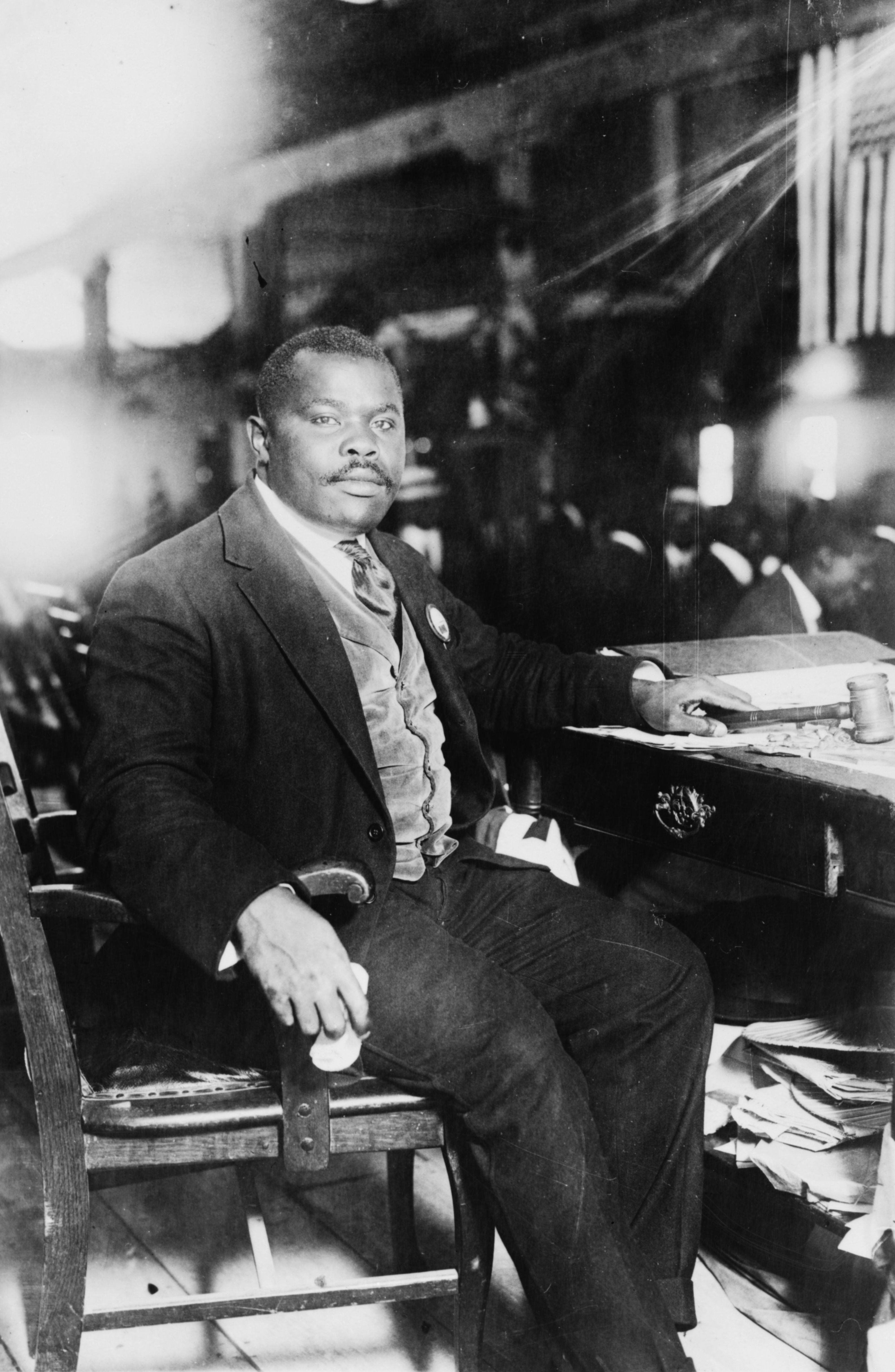
Le musicien et militant jamaïcain Marcus Garvey (1887-1940). Précurseur du panafricanisme, il est considéré comme un prophète par les adeptes du mouvement rastafari.

- Toussaint Louverture — révolutionnaire et militaire haïtien originaire du Dahomey

- Jean-Jacques Dessalines — révolutionnaire et militaire haïtien
- Marcus Garvey — auteur et homme politique jamaïcain
- Colin Powell — militaire et homme politique américain d'origine jamaïcaine
- Nanny — militante des droits de l'homme jamaïcaine
- Bussa (en) — révolutionnaire barbadais
- Henri Christophe — révolutionnaire et militaire haïtien
- Eric Eustace Williams — auteur, homme politique et chef du gouvernement de Trinité-et-Tobago
- Grantley Adams — homme politique barbadais
- Samuel Sharpe — militant des droits de l'homme jamaïcain
- François Duvalier, dit « Papa Doc » — chef d'État haïtien
- Jean-Bertrand Aristide — prêtre, homme politique et chef d'État haïtien
- Dean Barrow — chef du gouvernement de Belize
- Philip Stanley Wilberforce Goldson — homme politique de Belize
- Paul Bogle — militant politique jamaïcain
- Forbes Burnham — chef du gouvernement du Guyana
- Sam Hinds — chef du gouvernement du Guyana
- Hugo Chávez — chef d'État vénézuélien
- Pedro Camejo — militant des droits de l'homme vénézuélien
- Michael Manley — homme politique jamaïcain
- Stokely Carmichael — écrivain et militant trinidadien
- Patrick Manning — homme politique trinidadien
- Dutty Boukman — militant des droits de l'homme jamaïcano-haitien
- Antonio Maceo — révolutionnaire cubain
- Juan Almeida Bosque — révolutionnaire et homme politique cubain
- Eugenia Charles — chef du gouvernement de Dominique
- Maurice Bishop — leader révolutionnaire grenadais
- Capois-La-Mort — révolutionnaire et militaire haïtien
- Makandal — Un des précurseurs de la Révolution haïtienne de 1791

### Sciences, lettres et arts
- Aimé Césaire — écrivain et homme politique martiniquais
- Frantz Fanon — psychiatre et écrivain martiniquais
- Stuart Hall — sociologue jamaïcain
- Jean-Michel Basquiat — peintre américain d'origine haïtienne et portoricaine
- Mary Seacole — directrice d'hôpital jamaïcaine
- Cyril Lionel Robert James — écrivain et militant trinidadien
- Walter Rodney — écrivain et militant du Guyana
- Arlie Petters — mathématicien bélizien
- Earl Lovelace — romancier trinidadien
- Derek Walcott — poète de Sainte-Lucie
- Carlos Acosta — danseur d'opéra cubain
- Frank Bowling (en) — peintre guyanienne
- Maryse Condé - écrivaine guadeloupéenne
- Edouard Glissant - écrivain martiniquais
- Anthénor Firmin — écrivain et militant haïtien
- Dany Laferrière, écrivain d'origine haïtienne et académicien français.

### Cinéma, musique et sports

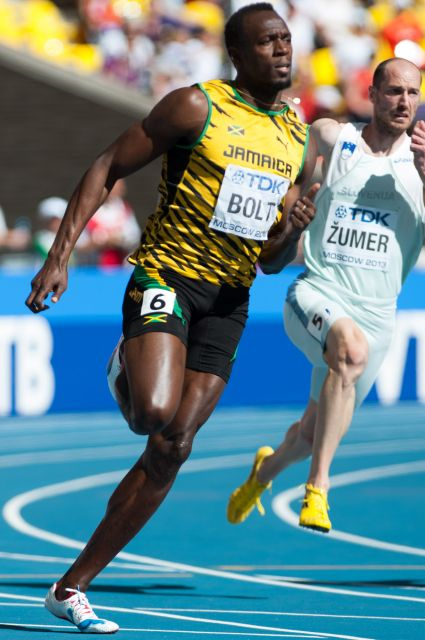
Le sprinteur jamaïcain Usain Bolt, détenteur des records du monde du 100 mètres et du 200 mètres.

- Bob Marley — chanteur de reggae jamaïcain
- Usain Bolt — athlète jamaïcain
- Rihanna — chanteuse et business-woman barbadienne
- Nicki Minaj — rappeuse et parolière américaine d'origine trinidadienne
- Beyoncé - chanteuse et actrice américaine d’origine haïtienne
- Tim Duncan — basketteur américain originaire des Îles Vierges des États-Unis
- Wyclef Jean — chanteur et militant haïtien
- Sidney Poitier — acteur américano-bahaméen
- Bebo Valdés — musicien cubain
- Celia Cruz — chanteuse cubaine
- Mighty Sparrow (en) — chanteur trinidado-grenadais
- John Barnes — footballeur jamaïcain
- Chevalier de Saint-Georges — compositeur guadeloupéen
- Brian Lara — joueur de cricket trinidadien
- Phil Lynott — chanteur et musicien irlando-guyanien
- Vivian Richards — joueur de cricket antiguais
- Euzhan Palcy -- réalisatrice martiniquaise
- Christian Lara - réalisateur guadeloupéen
- Cardi B - rappeuse d'origine dominicaine et trinidadienne